# Claudio Brindis de Salas Monte
Claudio Brindis de Sala Monte (L'Havana, Cuba, 30 d'octubre de 1800 – id. 17 de desembre de 1972) fou un director d'orquestra, compositor i violinista cubà.
Estudià amb Tomás Alarcon i Ignacio Calvo als que ben aviat superà. El seu talent musical i la seva correcta educació li obriren les portes dels salons més aristocràtics del seu país, i no se celebrava festa o reunió a la que no hi assistís Claudio Brindis. Fou tinent del batalló anomenat <Leales Morenos> organitzat a la capital cubana. Acusat el 1844 d'haver pres part en la falsa Conspiración de la Escalera, organitzada segons el Govern per la gent de color de l'Illa caribenya, fou empresonat per més de sis anys, tronant-li la llibertat el general de la Concha, al que dedicà una Melodia (La havana, 1854). També va compondre una opereta titulada Las congojas matrimoniales.
Fou el pare del també músic cubà Claudio José Domingo Brindis de Salas y Garrido (1852-1911).